# Gasthof Zum Goldenen Löwen (Bennungen)

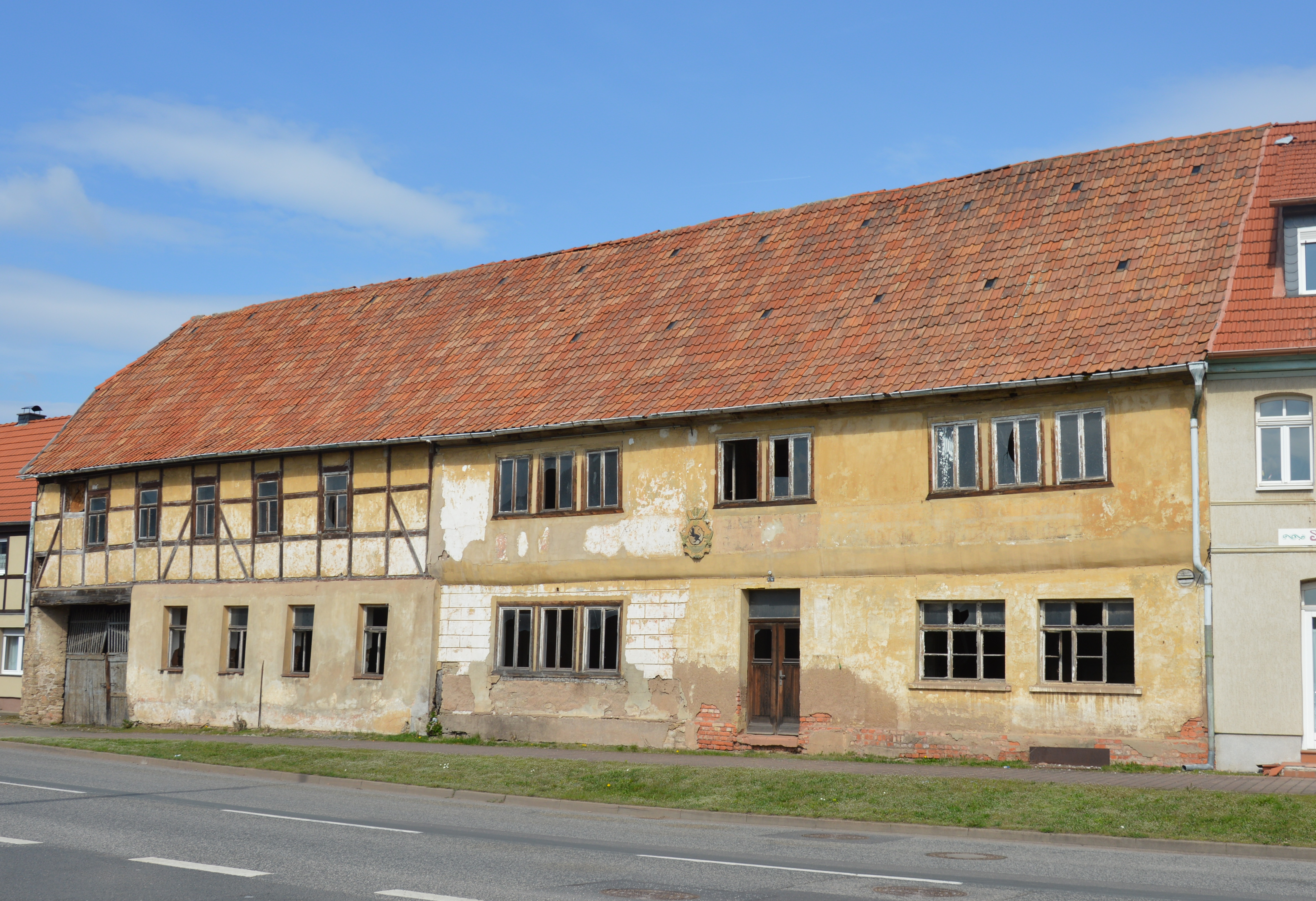
Gasthof Zum Goldenen Löwen

Der Gasthof Zum Goldenen Löwen ist ein denkmalgeschützter ehemaliger Gasthof in Bennungen in der Gemeinde Südharz in Sachsen-Anhalt.

## Lage
Er befindet sich im nördlichen Teil des Dorfes, auf der Nordseite der Halle-Kasseler-Straße, an der Adresse Halle-Kasseler-Straße 212. Vormals wurde die Adressierung Hallesche Straße 212 genutzt.

## Architektur und Geschichte
Der zweigeschossige, das Ortsbild prägende Gasthof, an der Fernverkehrsstraße von Halle (Saale) in Richtung Nordhausen, Kassel gelegen, ging möglicherweise aus einer Ausspanne hervor. Das langgestreckte traufständige Hauptgebäude ist in Fachwerkbauweise errichtet und entstand Ende des 18., Anfang des 19. Jahrhunderts. Es ist zum Teil verputzt. Darüber hinaus bestehen Nebengebäude.
Derzeit (Stand 2017) steht es leer und ist sanierungsbedürftig.
Im örtlichen Denkmalverzeichnis ist die Gaststätte seit dem 24. August 1995 unter der Erfassungsnummer 094 83385 als Baudenkmal verzeichnet. Das Gebäude gilt als kulturell-künstlerisch sowie städtebaulich bedeutsam.